# Notiocharis wilsoni
Notiocharis wilsoni är en tvåvingeart som beskrevs av Duckhouse 1966. Notiocharis wilsoni ingår i släktet Notiocharis och familjen fjärilsmyggor. Inga underarter finns listade i Catalogue of Life.